# Luis Weihmüller
Luis Weihmüller   (Vila María, 5 d'agost de 1902 - 1963) fou un futbolista argentí, que jugava de defensa, que va competir durant la dècada de 1920. Fill d'immigrants suïssos, era anomenat "Sity".
A nivell de clubs va ser jugador del Belgrano de Córdoba (1923-1925), River Plate (1925) i del Club Sportivo Palermo (1926-1930). El 1928 fou seleccionat per disputar la competició de futbol dels Jocs Olímpics d'Amsterdam, on l'equip guanyà la medalla de plata, però ell no disputà cap partit.